# Ái Tân Giác La Ô Lạp Hy Xuân
Ái Tân Giác La Ô Lạp Hy Xuân (sinh năm 1958) là một nhà ngôn ngữ học và nhà sử học Trung Quốc người Mãn Châu nổi tiếng với nhiều tác phẩm nghiên cứu lịch sử và chữ viết của người Khiết Đan, Nữ Chân và Mãn Châu. Bà cũng được biết đến với vai trò nhà sử học nghiên cứu về nhà Liêu và nhà Kim. Bà hiện là giáo sư tại Đại học Ritsumeikan chi nhánh Châu Á Thái Bình Dương tại Nhật Bản.

## Tiểu Sử
Ái Tân Giác La Ô Lạp Hy Xuân sinh ra và sống tại Bắc Kinh, là cháu nội của Kim Quang Bình, con gái của Kim Khải Tông; cả hai đều là những học giả nổi tiếng về Nữ Chân và Mãn Châu. Kim Quang Bình vốn tên Hằng Hú, là hậu duệ đời thứ 6 của của Vinh Thân vương Vĩnh Kỳ, con trai thứ năm vua Càn Long. Ông từng là người cuối cùng tập tước Vinh Thân vương khi được phong Phụng ân Trấn quốc công vào năm 1912 lúc nhà Thanh còn tồn tại. Một tổ tiên khác của gia đình này chính là nhà thơ Cố Thái Thanh, thiếp thất của Bối lặc Dịch Hội – con trai của Vinh Quận vương Miên Ức, cháu nội của Vinh Thân vương Vĩnh Kỳ.
Bà học tại Đại học Dân tộc Trung Quốc ở Bắc Kinh, về sau học lấy bằng tiến sĩ tại Đại học Kyoto ở Nhật Bản. Bà từng là học giả nghiên cứu tại Trung tâm Nghiên cứu Văn hóa Á-Âu của Đại học Kyoto, và hiện là giáo sư tại trường Đại học Ritsumeikan chi nhánh Châu Á Thái Bình Dương ở thành phố Beppu, tỉnh Oita, Nhật Bản.
Bà hiện đang sống tại Nhật Bản, kết hôn với Yoshimoto Michimasa (吉本道雅), một nhà sử học người Nhật về Trung Quốc. Từ khi kết hôn, bà lấy tên Yoshimoto Chieko (吉本智慧子). Tên gốc của bà, Ulhicun (Ulhiqun), nghĩa là "Trí Tuệ" (Gốc động từ: Ulhimbi, nghĩa là để hiểu), bà đổi tên thành Chieko cũng cùng một nghĩa.

## Tác phẩm
Liên quan đến Nữ Chân
- A Study of the Jurchen Dictionary, Fugasha, 2001
- A New Study of Jurchen Language and Scripts, Meizendo, 2002
- "The Stone-Carved Jurchen Inscriptions on the Nine Peaks Cliff of Mongolia", in Researchon Inscriptions of Jin Dynasty in Mongolia, Report of the Scientific Project Grant-in-Aid JSPS,Basic Research(C), 2005
- History of the Liao and Jin Dynasties and the Khitai and Jurchen Scripts, Academic series inmemory of Jin Qizong, No.2, Association of Eastern Literature and History, 2004
- "On a Jin-Dynasty Stele in the Jurchen Large Script Excavated near the Shangjing Site: InCommemoration of the 90th Anniversary of Late Jin Qizong", Researches on Eastern Literatureand History, 2008.2
- 全面解读了韩国国立中央博物馆所藏的《庆源女真大字碑》和《北青女真大字石刻》(韩半岛から眺めた契丹女真》京都大学学术出版会,2011年)

Liên quan đến Khiết Đan
- A Study of the Khitai Language and Scripts, Academic series in memory of Jin Qizong, No.1, Association of Eastern Literature and History, 2004
- A Study of the Khitai Large Script,Academic series in memory of Jin Qizong, No.3, Association of Eastern Literature and History, 2005
- A Study of the History of the Liao Era in View of Khitan Epitaphs, Shokadoh, 2006
- A Study of the Khitai Language and Scripts (2004)
- History of the Liao and Jin Dynasties and the Khitai and Jurchen Scripts (2004)
- A Study of the Khitai Large Script (2005)
- 《契丹语诸形态の研究》京都大学·东亚历史文化研究会 2011年

Liên quan đến Mãn Châu
- Manchu Grammar and Manchu Reader , Neimeng gureenmin chubanshe, (Japanese edition,Kitakyushsu Chugoku Shoten): 
  - A Phonological Study of Manchu Language, Genbunsha: a comprehensive study of  phonology, grammar, and scripts of the Manchu language.
  - Ancient Manchu Myths, Neimeng gureenmin chubanshe, (Japanese edition, Kitakyushsu Chugoku Shoten)
  - A Collection of Studies on the Manchu by Three Generations of Scholars from Aisin Gioro Family, Yuanfang chubanshe, 1996
- Mǎnyǔ Yǔfǎ 滿語語法 (1983), Ngữ Pháp Mãn Châu